# Cervatos de la Cueza
Cervatos de la Cueza település Spanyolországban, Palencia tartományban. Cervatos de la Cueza Ledigos, Villarrabé, Bustillo del Páramo de Carrión, Calzada de los Molinos, Riberos de la Cueza, Villanueva del Rebollar, Valle del Retortillo, San Román de la Cuba, Villalcón és Población de Arroyo községekkel határos. Lakosainak száma 241 fő (2024).

## Népesség
A település népessége az elmúlt években az alábbi módon változott:
| Lakosok száma | 386  | 340  | 320  | 311  | 307  | 300  | 278  | 280  | 261  | 241  |
|               | 2001 | 2004 | 2007 | 2009 | 2012 | 2014 | 2017 | 2019 | 2022 | 2024 |